# O Guds kärlek, dina höjder
O Guds kärlek, dina höjder är en psalm av Charles Wesley, översatt av Anders Frostenson år 1969. Texten är präglad av tillbedjan och glädje. Sista strofen om himmelens ljus innehåller de paradoxala slutorden "i förkrossad gråt, i salig lovsång inför dig, o Gud". 
Melodin är i 4/4, F-dur och är en engelsk folkmelodi. 

## Publicerad som
- Nr 86 i Den svenska psalmboken 1986, Cecilia 1986, Psalmer och Sånger 1987, Segertoner 1988 och Frälsningsarméns sångbok 1990) under rubriken "Vittnesbörd – tjänst – mission".